# YWHAQ
La proteína theta de activación de la tirosina 3-monooxigenasa/triptófano 5-monooxigenasa, también denominada proteína theta 14-3-3 o YWHAQ, es una proteína codificada en humanos por el gen YWHAQ.
La proteína YWHAQ pertenece a la familia de proteínas 14-3-3 que median en la transducción de señales por la unión a proteínas que contengan fosfoserina. Esta familia de proteínas está altamente conservada y puede encontrarse tanto en plantas como en mamíferos. Esta proteína presenta un 99% de identidad con sus ortólogos de rata y ratón. Este gen está hiper-expresado en pacientes con esclerosis lateral amiotrófica. Contiene en su extremo UTR 5' una secuencia repetida en tándem que es polimórfica. Sin embargo, no existe correlación entre el número de repeticiones y la gravedad de la enfermedad.

## Interacciones
La proteína YWHAQ ha demostrado ser capaz de interaccionar con:
- MEF2D[3]
- Proteína X asociada a Bcl-2[4]
- CRTC2[5][6]
- c-Raf[6][7][8][9]
- Histona deacetilasa 5[10]
- NRIP1[11]
- Proteína quinasa Mζ[8]
- UCP3[12]
- PFKFB2[13]
- Telomerasa transcriptasa inversa[14]
- Promotor de muerte asociado a Bcl-2[15][16]
- Cbl[17][9]
- Proteína quinasa D1[18][19]